# Joseph Demoor
Joseph Jacques François Demoor (Brussel, 12 april 1844 - Aat, 4 april 1905) was een Belgisch senator.

## Levensloop
Demoor was van beroep notaris.
In 1898 werd hij verkozen tot katholiek provinciaal senator voor Henegouwen. Hij vervulde dit mandaat tot in 1900.